# Jimaguayú
Jimaguayú là một đô thị và thành phố ở tỉnh Camagüey của Cuba.

## Thông tin nhân khẩu
Năm 2004, đô thị Jimaguayú có dân số 21.169 người. Diện tích là 799 km² (308,5 mi²), với mật độ dân số là 26,5người/km² (68,6người/sq mi).